# Kimi ni 100 Percent / Furisodeshon
Singles de Kyary Pamyu Pamyu
Fashion Monster
(2012) Ninja Re Bang Bang
(2013)
Kimi ni 100 Percent / Furisodeshon (キミに100パーセント/ふりそでーしょん) est le quatrième single physique de la chanteuse japonaise Kyary Pamyu Pamyu.

## Présentation
C'est un single "double face A" contenant deux chansons principales, qui sort le 30 janvier 2013 au Japon sur le label Unborde de Warner Music Group, en deux éditions, une régulière et une limitée, avec des couvertures différentes. Le single est écrit, composé et produit par Yasutaka Nakata. Il atteint la 3e place du classement des ventes de l'oricon, et reste classé pendant treize semaines.
La première chanson du single, Kimi Ni 100 Percent, sert de générique à la série anime Crayon Shin-chan. Elle figurera sur l'album Nanda Collection qui sort cinq mois plus tard. Elle évoque le thème vague du mariage, on peut en effet entendre le son de l'orgue (accompagné de musique électronique) tout au long de la chanson.
La deuxième chanson, Furisodeshon, a servi de thème musical à une publicité. Elle figurera aussi sur l'album Nanda Collection. Son titre est en fait la phonétique japonaise de Furisodation (prononcé à l'anglaise). Il s'agit d'une chanson célébrant le vingtième anniversaire de Kyary. Il sort un jour après son jour de naissance. Le nom est un mot inventé désignant le furisode, un kimono que portent les femmes japonaises (pendant une cérémonie) quand elles atteignent l'âge de 20 ans.
Le single contient un troisième titre, une version remixée de la chanson du deuxième single physique de la chanteuse, Candy Candy. Une édition spéciale du single avec une couverture représentant Crayon Shin-chan contient un quatrième titre, la version courte "générique" de la première chanson.

## Titres
Toutes les chansons sont écrites et composées par Yasutaka Nakata.
| 1. | Kimi ni 100 Percent (キミに100パーセント) | 3:20 |
| 2. | Furisodeshon (ふりそでーしょん)           | 4:05 |
| 3. | Candy Candy -extended mix- (CANDY CANDY)  | 5:16 |

| 4. | Kimi ni 100 Percent (anime version) (キミに100パーセント（アニメバージョン）) | 1:07 |